# To-do list

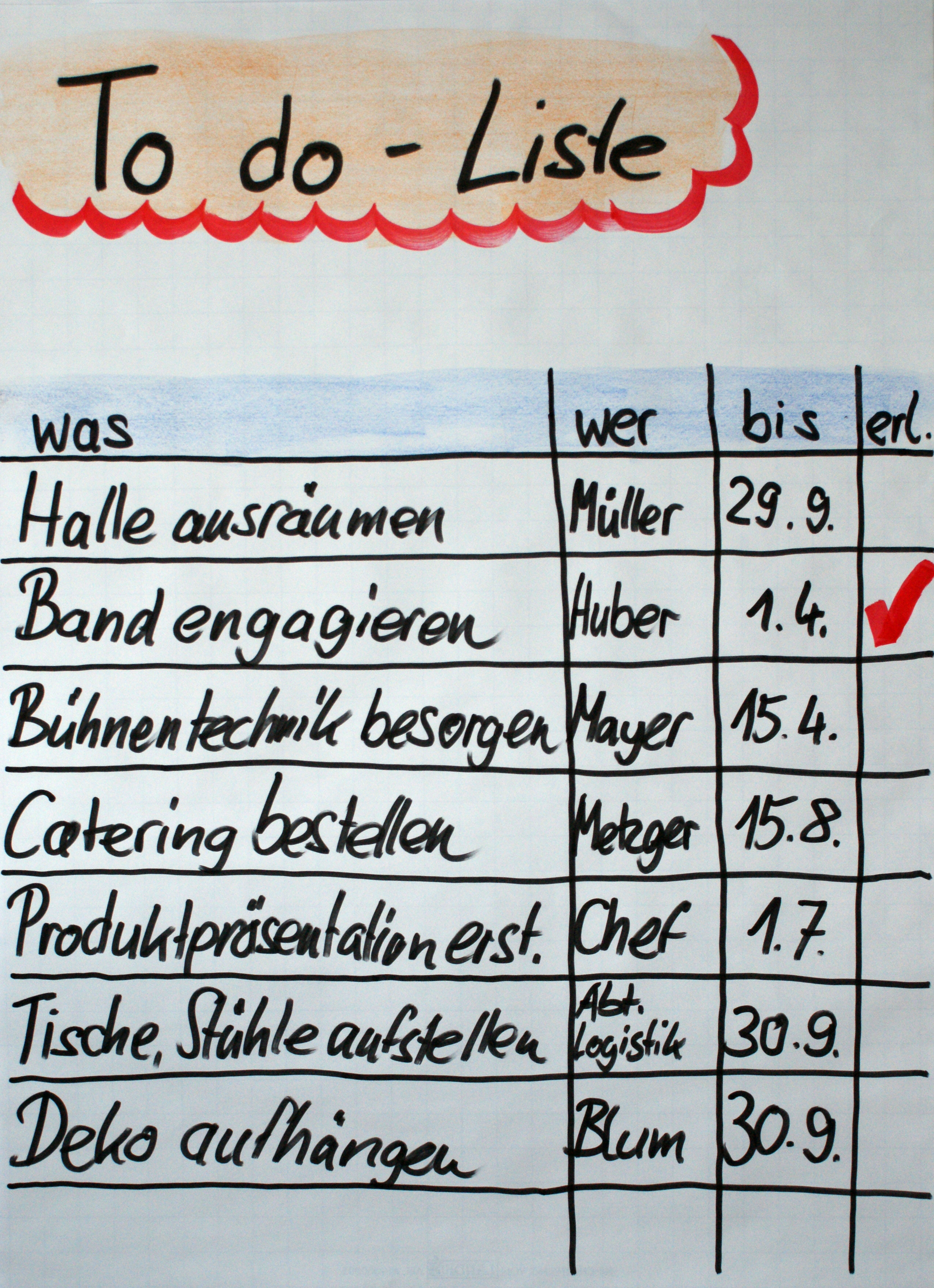
exemple de to-do list

Une to-do list (anglicisme), ou liste de tâches, est un procédé qui se veut simple et efficace pour gérer les tâches d'un projet. Ces tâches peuvent être indépendantes ou devoir, au contraire, être accomplies dans un certain ordre. Un chef de projet informatique y notera par exemple les bogues à corriger et les dates de début et de fin de problème. Un dispatcher (autre exemple) y notera les tâches à réaliser au sein de son quart. Chaque tâche peut à son tour nécessiter sa propre liste de (sous-)tâches, et ainsi de suite. Des post-it où l'on note des courses à faire constituent un exemple rudimentaire de to-do list.
Sur ordinateur ou assistant électronique quelconque, une liste de tâches peut être représentée par un fichier partagé qui contient l'énumération des tâches, avec souvent une date de réalisation limite et un responsable/livrable/délai pour chaque tâche. Ce fichier peut se résumer à un simple fichier texte, assez brut, avec éventuellement des sections correspondant à différents domaines d'action ou aux différentes sous-parties d'un projet. On peut aussi le réaliser avec un tableur ou un traitement de texte, voire un logiciel simple de gestion de projet.
Dans un travail en équipe, des noms de responsables sont associés à chaque tâche, et chaque tâche peut être divisée en sous-tâches pouvant elles-mêmes être déléguées. Parfois, les tâches à faire sont rassemblées dans une application logicielle spécialisée. Celle-ci permet de suivre l'avancement du projet, de hiérarchiser les tâches entre elles (préalables, subséquentes), de déléguer des sous-tâches (avec approbation, rappels et suivi), et même de facturer en parallèle les travaux accomplis ; les logiciels les plus complets gèrent jusqu'à la planification elle-même.

## Histoire de l'utilisation du terme
Le terme to-do utilisé comme substantif apparaît dans les premiers écrits anglophones traitant de gestion du temps aux alentours de 1910. Il a vite été adopté par la culture anglo-saxonne depuis. Une to-do list se distingue d'un agenda en ceci que ses éléments ne sont pas liés à un jour ou une heure spécifique. On comprend mieux cette distinction quand on commet l'erreur d'inscrire ses choses à faire directement sur la page journalière d'un agenda, pour devoir ensuite plusieurs fois les recopier au lendemain, car la tâche n'a pas été réalisée.
Quelques marques d'agenda gérant la semaine en double page possèdent une case dite "dominante" qui contient la ou les activités principale(s) de la semaine, sans lui affecter un jour particulier.

## Par domaine

### Exploitation d'un système électrique
Chaque jour, les dispatcheurs réalisent des manœuvres sur le réseau électrique en temps réel. L'organisation sur leur poste de travail se doit d'être irréprochable. Dans ce cadre, la to-do list est essentielle pour ne pas omettre de tâche, ce qui pourrait selon certaines conjonctures mettre en péril la sûreté du système électrique.

### Développement logiciel
Les développeurs de logiciels libres rendent publiques de telles listes concernant leur projet, afin que tout le monde puisse savoir dans quelle direction le projet va évoluer. Dans ce cas spécifique, une to-do list constitue également une invitation à contribuer en sachant quels sont les besoins actuels.
Les éléments présents dans une to-do list sont généralement biffés une fois réalisés, afin de mesurer rapidement l'avancement global.
Pour des projets logiciels, ces éléments devraient à terme se retrouver dans le journal des modifications, dit changelog.